# Gliczarów Dolny
Gliczarów Dolny est un village de Pologne, situé dans la gmina de Biały Dunajec, dans le Powiat des Tatras, dans la Voïvodie de Petite-Pologne dans le Sud de la Pologne. Il est situé à environ 10 kilomètres au nord-est de Zakopane et à 78 km au sud de Cracovie.
Sa population est de 480 habitants.